# Социалистическая партия (Боливия)
Социалистическая партия (исп. Partido Socialista, PS) — левая политическая партия в Боливии, существовавшая в 1970-х годах и затем расколовшаяся на несколько новых, сильнейшей из которых была Социалистическая партия—1.
Была основана 1 мая 1971 года путем слияния нескольких небольших партий: Народное действие (Боливийское народное действие, Acción Popular), Фронт национального освобождения (Frente de Liberación Nacional, FLIN), Группа Фронта рабочего революционного действия (Grupo FARO) и Союз новых революционных левых, — первоначально поддерживавших военного сопрезидента (1964—1966) и президента (1966, 1969—1970) страны генерала Альфредо Овандо Кандиа, пока тот декларировал левонационалистическую ориентацию.
Своими целями Соцпартия Боливии провозглашала национальное освобождение и построение социалистического общества. Лидерами партии были Марсело Кирога Санта-Крус, Гильермо Апонте Бурела, Марио Миранда Пачеко и Альберто Бейли Гутьеррес. Первые двое возглавили самостоятельные социалистические партии после раскола 1978 года; в 1979 году также появился откол под началом Сабино Тито Атауичи.

## Позиции
Социалистическая партия провозгласила себя марксистской и независимой от советского или китайского влияния. Выступала за народное антиимпериалистическое единство под руководством рабочего класса, которое положит конец социальной несправедливости и иностранному вмешательству. Основные идеи Соцпартии мало чем отличались от левого крыла Националистического революционного движения или Революционной партии левых националистов, однако больший упор делался ей на руководящей роли пролетариата и на социалистическом характере преобразований. К тому же, Социалистическая партия стремилась предложить ответственное руководство, готовое действовать на основе заявленных принципов, а не личных амбиций. Марсело Кирога Санта-Крус, в частности, заработал репутацию честного и мужественного борца с режимом президента Рене Баррьентоса, неоднократно подвергаясь преследованиям, арестам и тюремному заключению.

## Подполье и раскол
Поддержав левый режим генерала Хуана Хосе Торреса (не входя при этом в состав правительства), Социалистическая партия выступала против установившейся затем правой военной диктатуры Уго Бансера Суареса и вернулась из подполья и изгнания на политическую сцену Боливии только после падения Бансера в 1978 году.
В феврале 1978 года Социалистическая партия раскололась: её тогдашний лидер Марсело Кирога возглавил Социалистическую партию-1. Первоначальная Социалистическая партия (правое крыло) выбрала своим лидером Гильермо Апонте Бурелу, а затем в марте 1979 года Сабино Тито Атауичи отделился от Социалистической партии Апонте и основал Социалистическую партию Атауичи.

## Социалистическая партия-1
Социалистическая партия-1 приняла участие во всеобщих выборах 1978, 1979 и 1980 годов, выдвигая Марсело Кирогу в президенты. При этом количество поданных за него голосов стабильно росло: 0,43 %, 4,82 %, 8,71 % соответственно. Партия получила пять мест в Национальном конгрессе в 1979 году и одиннадцать в 1980 году.
Правоконсервативные элементы в вооруженных силах опасались, что Марсело Кирога Санта-Крус может стать лидером оппозиции, и он был убит во время «кокаинового переворота» Луиса Гарсиа Месы 17 июля 1980 года. Его гибель оставила Социалистическую партию-1 — и боливийских левых в целом — в ослабленном состоянии.
После восстановления демократического правления «Социалистическая партия-1» в 1984 году поглотила небольшое ультралевое «Спартаковское революционное движение» (Movimiento Revolucionario Espartaco, MRE), возглавляемое Дульфредо Руа.
Социалистическая партия-1 представила Рамиро Веласко Ромеро своим кандидатом на выборах 1985 года, но он набрал лишь 2,58 % голосов и занял шестое место. Партия получила пять мест в Национальном конгрессе.
На выборах 1989 года партийный кандидат Роджер Кортес Уртадо получил 2,8 % голосов.
В 1993 году Социалистическая партия-1 приняла участие в избирательной коалиции «Объединённые левые», поддержавшей лидера «PS-1» Рамиро Веласко Ромеро в качестве кандидата в президенты и катаристом Хенаро Флоресом Сантосом — в вице-президенты. Однако результат был ещё ниже — всего 0,9 процента голосов.
Существует также отколовшаяся Социалистическая партия-1-Марсело Кирога, возглавляемая Хосе Марией Паласиосом.

## Социалистическая партия-Апонте
В 1978 году Социалистическая партия-Апонте приняла участие в избирательной коалиции Демократический и народный союз, поддерживавшей Эрнана Силеса Суасо.
В 1980 году Социалистическая партия-Апонте участвовала в избирательной коалиции «Демократический революционный фронт — Новая альтернатива», возглавляемой Луисом Адольфо Силесом Салинасом.
После государственного переворота 17 июля 1980 года Социалистическая партия Апонте навсегда прекратила существование.

## Социалистическая партия-Атауичи
Социалистическая партия-Атауичи также принимала участие в избирательной коалиции Демократический и народный союз Эрнана Силеса Суасо, но в 1979 и 1980 годах.
После государственного переворота 17 июля 1980 года Социалистическая партия Атауичи навсегда прекратила существование.